# 郭氏許田家
郭氏許田家（かくうじ　きょたけ、琉球語：くゎくうじ　ちゅーだけ）は、琉球王国の士族門中の一つ。家祖は正基で、初代より浦添と国頭大宜味間切の津波那覇（琉球語：ちふぁなふぁ）を根拠地とし、のち小禄間切赤嶺地頭および名護間切許田地頭を世襲。

## 出自
本姓は郭。郭氏は初代浦添筑登之親雲上郭正基の子、津波那覇親雲上正聖を二世とする士族家であり、初期は浦添筑登之親雲上家の系統に属す。三世寧波親雲上正親より、代々が評定所筆者主取、接貢筆者、大屋子、地頭などの職に就き、渡唐船・冠船・年頭使などにも従事。国王の側近として内政と外交に関与し、官職を通じて家格を維持した。

## 系譜
- 一世：郭正基・浦添筑登之親雲上
- 二世：郭正聖・津波那覇親雲上
- 三世：郭世忠・寧波親雲上正親
- 四世：郭宗儀・赤嶺親雲上正信
- 五世：郭永承・赤嶺筑登之正明
- 六世：郭啓烈・赤嶺筑登之正周
- 七世：郭弘基・赤嶺親雲上正惠
- 八世：郭紹緒・正盈
- 八世：郭開緒・許田筑登之正升
- 九世：郭作霖・正起
- 九世：郭作楫・正孫
- 九世：郭作梅・正賀
- 十世：郭文鳳・正興